# Řeka slz
Řeka slz (v anglickém originále Moonshine River) je 1. díl 24. řady (celkem 509.) amerického animovaného seriálu Simpsonovi. Scénář napsal Tim Long a díl režíroval Bob Anderson. V USA měl premiéru dne 30. září 2012 na stanici Fox Broadcasting Company a v Česku byl poprvé vysílán 4. července 2013 na stanici Prima Cool.

## Děj
Společná oslava Velké ceny Springfieldu a závěrečné etapy Tour de Springfield se zvrtne, když se srazí závodní auta s cyklisty. Během následujícího Plesu závodníků Bart pozoruje Lízu, jak tančí s Milhousem, a dělá si z nich legraci. Líza mu pak na oplátku řekne, že nikdy nebude mít rande, protože jeho vztahy nevydrží déle než týden, jelikož jeho přítelkyně nakonec zjistí, jaký je doopravdy. Bart si uvědomí, že má Líza pravdu, a v naději, že jí dokáže její omylnost, navštíví všechny své bývalé přítelkyně, aby zjistil, jestli ho mají stále rády. Každá z nich ho ale odmítne, přičemž Nikki stále osciluje mezi láskou k Bartovi a nenávistí k němu. 
Nakonec Bartovi zbývá jediná možnost: Mary Spucklerová, dcera Cletuse Spucklera z dílu Kraví apokalypsa. Spolu s Milhousem navštíví Bart dům Spucklerových, ale Cletus jim oznámí, že Mary utekla poté, co jí naplánoval svatbu s jiným buranem, a neví, kde je. Maryin bratr Dubya však Bartovi řekne, že Mary utekla do New Yorku, a dá mu její adresu. Když se Bart podívá na video s Mary, uvědomí si, že by to mohla být jeho pravá láska, a požádá Homera a Marge o cestu do New Yorku. Ti nejprve odmítnou, protože si stále pamatují, jak rodina naposledy cestovala do New Yorku. Homer si to však rozmyslí a podaří se mu najít způsob, jak rodinu do New Yorku dostat: vymění si dům s rodinou odtamtud, přičemž newyorskou rodinu pošle k Nedovi. 
Po příjezdu do New Yorku Bart a Homer hledají Mary a nakonec ji na uvedené adrese opravdu najdou. Bart se dozví, že Mary nyní pracuje jako spisovatelka a má možnost vystupovat v pořadu Saturday Night Live. Mary a několik občanů New Yorku zazpívají Bartovi píseň a oba si uvědomí, že se skutečně milují. Než se stihnou políbit, přijde Cletus, jenž zjistil, kde Mary pobývá, a požádá ji, aby se vrátila domů. Mary souhlasí, ale na nádraží využije s Bartem Cletusovy nepozornosti a utečou k jinému odjíždějícímu vlaku. Mary dá Bartovi první polibek a odjíždí vlakem, přičemž volá, aby nezklamal žádnou ze svých budoucích přítelkyň a nechal se od nich „opravit“, protože má „pár problémů, ale většinou je skvělý“. K Bartovi dorazí rodiče a Cletus, dožaduje se informace, kam má Mary namířeno. Bart ale nechce zničit svou poslední šanci na pravou lásku, a tak odmítá odpovědět. Cletus se pak smíří s tím, že musí svou dceru pustit. Během cesty zpět do Springfieldu Cletus utěšuje zarmouceného, plačícího Barta tím, že mu dává fotografii několika svých dětí, včetně Mary, zatímco Homer mu říká, že dostal lekci o tom, jak „komplikované“ mohou být city dospělých. 
V rámci podzápletky během newyorské pasáže se Marge, Líza a Maggie rozhodnou pátrat po kultuře. Nejprve se pokusí jít na představení na Broadwayi, ale vzdají to, když zjistí, že si mohou dovolit jen ta nejhorší místa. Když nakonec dorazí na představení Shakespeare v parku, zažijí první komplikace již ve frontě, která je extrémně dlouhá. Posléze jim manažer oznámí, že představení Romeo a Julie se hrát nebude, protože herci ztvárňující rody Monteků a Kapuletů – bratři Baldwinové a Estevezové – jsou mezi sebou ve sporu. Rozzuřená Líza přiměje diváky, aby se ujali rolí, a hru odehrají. Přijede však policie a představení přeruší. Na konci epizody vyjde najevo, že na představení byla napsána recenze, z níž je Líza zpočátku znechucená, ale potěší ji, že se recenzentovi líbil její výkon v roli Julie. Během závěrečných titulků rodina vyhlásí soutěž pro fanoušky, aby poslali svůj vlastní gaučový gag, který se posléze objeví se v seriálu, a že další podrobnosti budou uvedeny na stránkách TheSimpsons.com.

## Přijetí

### Hodnocení
Epizoda dosáhla ratingu 3,8 mezi diváky ve věku 18–49 let, což je stejný výsledek jako v případě premiéry předchozí řady 25. září 2011. Díl sledovalo 8,08 milionu diváků, čímž se stal nejsledovanějším pořadem v rámci bloku Animation Domination na stanici Fox toho večera. 

### Kritika
Epizoda získala smíšené recenze, přičemž většina kritiky směřovala k antiklimaxu a kulturním odkazům. 
Robert David Sullivan z The A.V. Clubu udělil dílu hodnocení C− s komentářem: „Mám tři kritéria, která může nová epizoda splňovat, aby byla považována za koukatelnou: Je v ní ucelený příběh? Využívá díl dobře město Springfield? A nabízí chytrý pohled na nějaký současný kulturní nebo politický výstřelek? Aby bylo jasno, pokud by jen na jednu z těchto otázek odpověděl ‚ano‘, 508. nebo 509. epizoda by stála za to. Řeka slz se nekvalifikuje ani v jednom ohledu.“. Pochválil však gaučový gag: „Podobně jako studené úvody v seriálu Kancl jsou nyní ‚gaučové gagy‘, kterými Simpsonovi začínají, trvale nejzábavnější částí seriálu. V posledních několika řadách se o prodloužených úvodních scénách hostujících animátorů Banksyho a Billa Plymptona mluvilo více než o kterékoli epizodě samotné. Řeka slz začíná roztomilým, čtyřicetisekundovým kresleným filmem, který zobrazuje Simpsonovy jako motýly ohrožované paličkou Geralda.“.